# Centro Deportivo Olmedo
Maillots
Dernière mise à jour : 18 août 2025.
Le Centro Deportivo Olmedo est un club équatorien de football basé à Riobamba.

## Palmarès
- Championnat d'Équateur
  - Champion : 2000

- Championnat d'Équateur de deuxième division
  - Champion : 1994, 2003